# Геминден (Вора)
Геминден (њем. Gemünden) град је у њемачкој савезној држави Хесен. Једно је од 22 општинска средишта округа Валдек-Франкенберг. Према процјени из 2010. у граду је живјело 4.030 становника. Посједује регионалну шифру (AGS) 6635012.

## Географски и демографски подаци
Геминден се налази у савезној држави Хесен у округу Валдек-Франкенберг. Град се налази на надморској висини од 249 метара. Површина општине износи 58,7 km². У самом граду је, према процјени из 2010. године, живјело 4.030 становника. Просјечна густина становништва износи 69 становника/km².

## Међународна сарадња
| Мјесто   | Држава    | Врста сарадње | Од    |
| -------- | --------- | ------------- | ----- |
|          | Француска | партнерство   | 1975. |
| Елсбетен | Аустрија  | партнерство   | 1975. |
| Извор    |           |               |       |